# Богорад, Яков Исаакович
Яков Исаакович Богорад (1879, Велиж, Витебская губерния — 12 декабря 1941 или 13 декабря 1941, Симферополь) — российский и советский композитор, дирижёр, нотоиздатель. Капельмейстер 51-го Литовского полка, более 40 лет работал в музыкальной школе Симферополя. По одной из версий — автор, издатель и первый исполнитель марша «Прощание славянки».

## Биография
Родился в семье меламеда (учителя начальных классов). В детстве овладел игрой на флейте.
Окончил Варшавскую консерваторию в 1900 году, флейтист по специальности, получив два диплома (диплом военного капельмейстера и диплом учителя музыки).
В 1900—1903 годах служил в 160-м Абхазском пехотном полку в Гомеле.
В 1903 году переехал в Симферополь, где создал издательство (Бюро военной инструментовки «Богорад и К°»), в котором печатались новые произведения для духовых оркестров. До революции это было одно из самых популярных музыкально-издательских предприятий. В 1920-е годы называлось «Бюро инструментовки пьес Я. И. Богорада», в 1927—1930 годах — кооперативная артель «Литограф» Якова Богорада. Жил в Симферополе сначала на ул. Пушкина, 6, затем на ул. Калинина, а потом на ул. Набережная, 7.
По одной из современных версий, в 1912 году к Богораду приехал Василий Агапкин с набросками марша «Прощание славянки», по мотивам песни времён русско-японской войны. Богорад дописал и издал марш в Симферополе.
С 1920 годов преподавал в Симферопольском музыкальном училище. Яков Богорад расстрелян немецкими оккупантами в числе прочих евреев Симферополя 12 или 13 декабря 1941 года, в противотанковом рву на 11-м километре Феодосийского шоссе.

## Ученики
Некоторые из учеников Якова Богорада:
- Абрам Львович Стасевич — советский дирижёр и композитор. Заслуженный деятель искусств РСФСР (1957). Работал над фильмом «Иван Грозный» Эйзенштейна;
- А. А. Федотов (Народный артист СССР);
- Михаил Иванович Чулаки;
- Г. М. Калинкович — советский композитор и педагог, Заслуженный деятель искусств РСФСР (1981);
- Григорий Самойлович Нагорный — один из первых учеников Я. И. Богорада, флейтист, первый крымский военный капельмейстер.

## Оценки творчества
Как пишется на сайте Симферопольского музыкального училища им. П. И. Чайковского:

Огромное значение в развитии духовой музыки и в подготовке музыкантов-духовиков имеет деятельность Якова Исааковича Богорада. Флейтист по специальности, окончив Варшавскую консерваторию получив два диплома (военного капельмейстера и учителя музыки), Я. И. Богорад создал в Симферополе издательство, где печатались новые произведения для духовых оркестров. Он был прекрасным аранжировщиком, композитором и талантливым педагогом.

## Сочинения
- «Прощание славянки»;
- «Песнь Шамиля»;
- «Тоска По Родине» возможный автор марша[16];
- Увертюра «Царь голод» (1922);
- Увертюра «Столетие 1812 года» (Столетие Отечественной войны: Торжественный марш и гимн для духового оркестра, 1912);